# آن یولونگ
یولونگ (انگلیسی: An Yulong؛ زادهٔ ۲۳ ژوئیهٔ ۱۹۷۸) اسکیت‌باز سرعت اهل چین است.